# Jesus Vida Verão

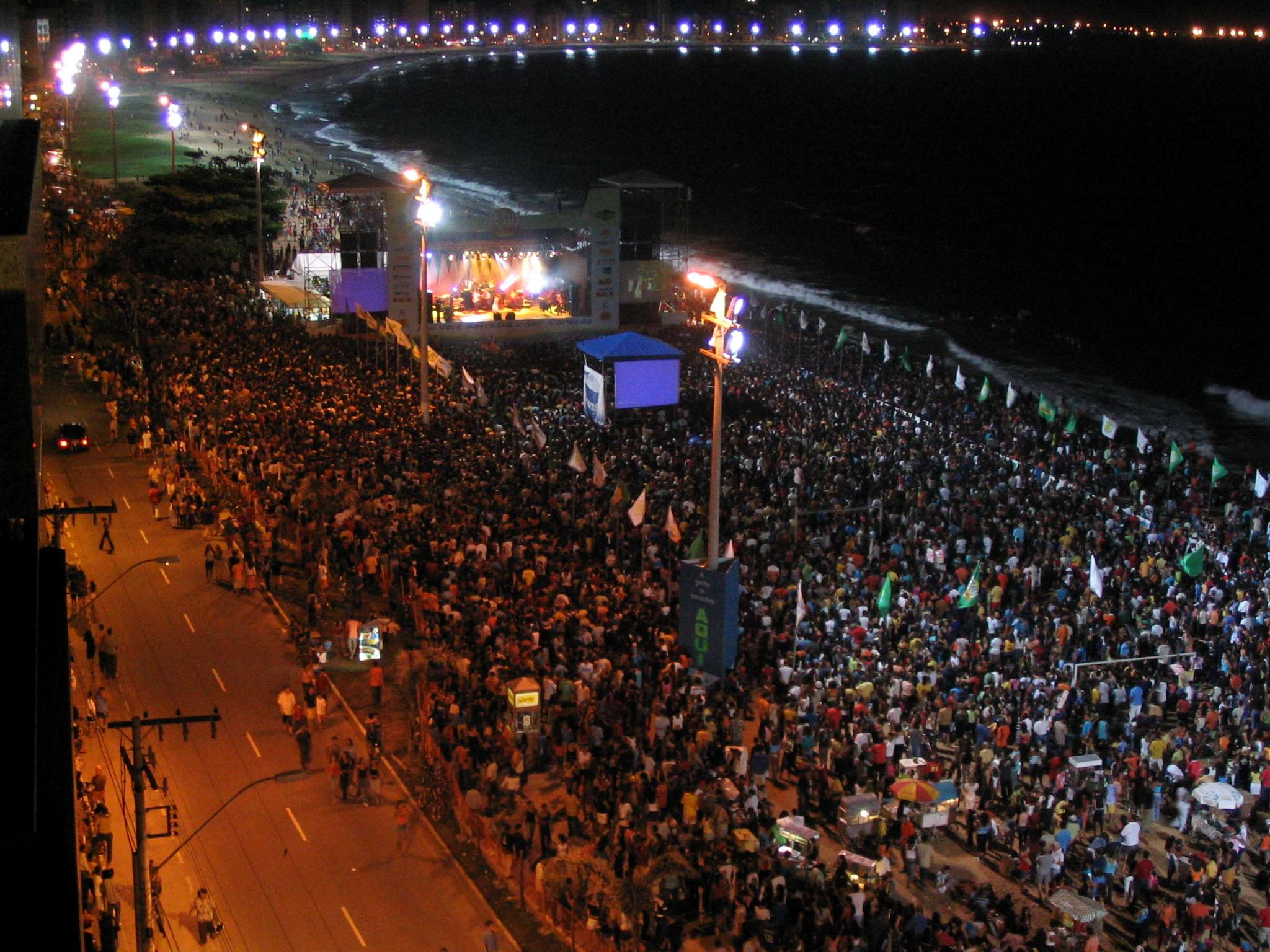
Jesus Vida Verão - Edição 2004.

O Jesus Vida Verão é um evento acontece anualmente, todas as sextas e sábados do mês de janeiro, nas areias da Praia de Itapoã, na cidade de Vila Velha, no estado do Espírito Santo. Iniciou em 1992. É organizado pela Primeira Igreja Batista Praia da Costa.
Foi premiado em 2006 com o Troféu Talento de melhor evento do segmento. É considerado o maior evento de praia de música evangélica do Brasil.
A média a cada edição do JVV é de 50 mil pessoas por noite.
O evento possui como característica ser totalmente aberto ao público, sem nenhum custo.

## Mudança
Tradicionalmente o evento acontecia nas areias da Praia da Costa, umas das tradicionais praia da cidade de Vila Velha, mas após desentendimentos entre moradores do bairro, devido ao grande fluxo de pessoas, o evento foi transferido para a Praia de Itapoã. Uma ação civil corria desde o ano de 2001 e se estendeu durante anos, com lideranças religiosas afirmando sofrerem "perseguição".

## Atrações

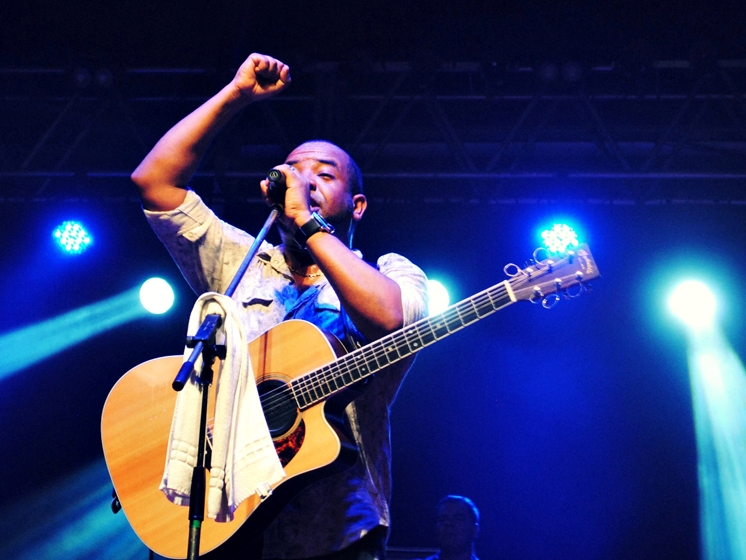
Luiz Arcanjo, vocalista da banda Trazendo a Arca, durante o Jesus Vida Verão 2012.

Já participaram do evento: Fernanda Brum, Carlinhos Felix, Diante do Trono, Michael W. Smith , Trazendo a Arca, David Quinlan, Oficina G3, Kleber Lucas, Marquinhos Gomes, Aline Barros, Paulo César Baruk , Regis Danese, Cassiane, Rose Nascimento, André Valadão, Fernandinho, Soraya Moraes, Nívea Soares, Bruna Karla, Thalles Roberto, Cristina Mel, entre outros.
Na edição de 2009, o cantor e pastor André Valadão gravou o álbum Fé, com cerca de 80 mil pessoas. O álbum chegou a ser um dos indicados ao Grammy Latino de Melhor álbum cristão em língua portuguesa.[carece de fontes?] Além de André, vários cantores evangélicos gravaram seus álbuns durante o Jesus Vida Verão, como Aline Barros (Jesus Vida Verão, 2002), Carlinhos Felix (Lindo Senhor, 2012) e André & Felipe (Acelera e Pisa, 2015). Em 2015, a gravadora Som Livre liberou o álbum Festival Promessas e Jesus Vida Verão, com músicas de Ludmila Ferber, André Valadão, Andrea Fontes, Pamela, David Quinlan, Rose Nascimento e Davi Sacer.
Na 20° edição (2011) foi a primeira a ter uma banda internacional, com participação de Third Day.

## Esportes
Além da área espiritual e musical, o evento também conta com competições esportivas. A Copa Jesus Vida Verão de Futebol de Areia e a Corrida Rústica Jesus Vida Verão acontecem durante o mês de Janeiro.